# Bezirk Hartberg-Fürstenfeld

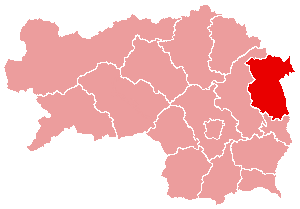
Ehemaliger Bezirk Hartberg

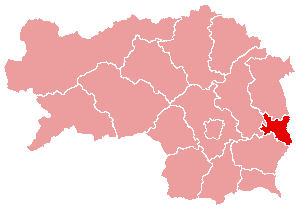
Ehemaliger Bezirk Fürstenfeld

Der Bezirk Hartberg-Fürstenfeld ist ein politischer Bezirk des Landes  Steiermark. Die größte Stadt ist Fürstenfeld, dicht gefolgt von der Bezirkshauptstadt Hartberg und Pöllau.
Er grenzt im Nordwesten und Westen an den Bezirk Weiz und im Süden an den Bezirk Südoststeiermark. Im Osten grenzt er an die burgenländischen Bezirke Oberwart, Güssing und Jennersdorf sowie im Norden an die niederösterreichischen Bezirke Neunkirchen und Wiener Neustadt-Land.

## Geschichte
Der Bezirk Hartberg-Fürstenfeld entstand am 1. Jänner 2013 durch Zusammenlegung der Bezirke Hartberg und Fürstenfeld.

### Bezirkshauptleute
- Max Wiesenhofer, 2013–2022, zuvor ab 2006 für den Bezirk Hartberg
- Kerstin Raith-Schweighofer, seit 2023[3]

## Angehörige Gemeinden

Der Bezirk Hartberg-Fürstenfeld umfasste ursprünglich 63 Gemeinden. Im Rahmen der Gemeindestrukturreform 2014/15 wurde die Zahl der Gemeinden im Jahr 2015 auf 36 verringert, darunter die drei Stadtgemeinden Hartberg, Fürstenfeld und Friedberg und neun Marktgemeinden. Durch die Eingemeindung von Söchau nach Fürstenfeld 2025 verringerte sich die Gemeindeanzahl auf 35.

### Liste der Gemeinden im Bezirk Hartberg-Fürstenfeld
Die Einwohnerzahlen der Tabelle stammen vom 1. Jänner 2024,
Regionen sind Kleinregionen der Steiermark